# Pierre-Médard Diard
Pierre-Médard Diard (* 29. März 1794 in Chenusson, Département Indre-et-Loire; † 16. Februar 1863 in Jakarta) war ein französischer Naturforscher. Kurz nach dem Beginn eines Medizinstudiums wurde Diard zum Militärdienst eingezogen und diente von 1813 bis 1814.
Anschließend studierte er bei Georges Cuvier Zoologie and Anatomie und assistierte ihm bei der Erforschung der Entwicklung des Fötus und der Eier von Vierbeinern. Im Jahr 1816 brach er nach Südasien auf.

## Seine Reisen in Südasien
Im Mai 1818 traf er Alfred Duvaucel in Kalkutta. Zusammen fuhren sie zur ehemaligen Handelsstation der Französischen Ostindienkompanie Chandernagore weiter, wo sie anfingen, Tiere und Pflanzen für das Pariser Muséum national d’histoire naturelle zu sammeln. Sie heuerten Jäger an, die ihnen täglich lebende und tote Exemplare brachten, die sie beschrieben, zeichneten und klassifizierten. Sie gingen auch selbst zur Jagd und erhielten Objekte von naturkundlichem Interesse von lokalen Rajas. Im Garten ihres angemieteten Grundstücks zogen sie einheimische Pflanzen und hielten Wasservögel in einem Becken. Im Juni 1818 schickten sie die erste Lieferung nach Paris, die unter anderem ein Skelett eines Gangesdelfin, den Kopf eines tibetischen Rinds, einige Arten wenig bekannter Vögel, mineralische Proben und eine Zeichnung eines Malaysischen Tapirs enthielt, die sie in der Menagerie des britischen Generalgouverneurs Hastings von einem dort gehaltenen Exemplar angefertigt hatten. Darauf folgende Lieferungen enthielten eine lebende junge Kaschmirziege, Fasane und verschiedene Vögel.
Im Dezember 1818 lud Thomas Stamford Raffles sie ein, ihn auf seinen Reisen zu begleiten und ihre Sammlungen an den Orten fortzusetzen, die er offiziell aufsuchen musste. Er bot ihnen an, eine Menagerie in seiner Residenz in Bencoolen einzurichten. Sie verständigten sich darauf, die zoologische Sammlung zu teilen und brachen Ende Dezember auf. In Pulau Pinang sammelten sie zwei neue Fischarten und einige Vögel. In Achem sammelten sie nur ein paar Pflanzen, Insekten, Vögel, Schlangen, Fische und zwei Hirsche. In Malakka kauften sie einen Bär, einen Argusfasan und einige Vögel. In Singapur beschafften sie einen Dugong, von dem sie Zeichnungen und eine Beschreibung anfertigten, die Raffles an die Royal Society schickte und die 1820 in England veröffentlicht wurden. Nach ihrer Ankunft in Bencoolen nahm Raffles den größten Teil ihrer Sammlung in Beschlag und überließ ihnen Kopien ihrer Zeichnungen, Beschreibungen und Notizen. Duvaucel und Diard verabschiedeten sich, schickten ihren Anteil in ein Depot nach Kalkutta und trennten sich anschließend.
Diard reiste nach Batavia. Im Frühjahr 1823 schickte er eine große Lieferung nach Paris, die neben 95 Arten von Säugetieren, 126 Vogelarten, um die 100 Schlangenarten auch Skelette und Felle von Schabrackentapiren und Java-Nashorn enthielt. Er reiste weiter nach Borneo.
Im Frühjahr 1824 hielt er sich vermutlich in Cochinchina auf. Nach 1825 schickte er seine naturkundlichen Sammlungen an das Rijksmuseum van Natuurlijke Historie in Leiden. Im Jahr 1826 reiste und sammelte er als Kontrolleur des Landwirtschaftsamts der Regierung von Niederländisch-Indien in Borneo in den Gebieten um Banjarmasin, Pontianak und am Fluss Barito. 1829 wurde er Mitglied der Natural History Commission von Niederländisch-Indien und 1832 zu deren Leiter ernannt.
In den folgenden Jahren bereiste er die Königreiche Annam und Kambodscha. Er war einer der ersten Europäer, die die Stadt Angkor besuchten. Bis 1848 betätigte sich Diard als Forscher auf dem Malaiischen Archipel.

## Veröffentlichungen

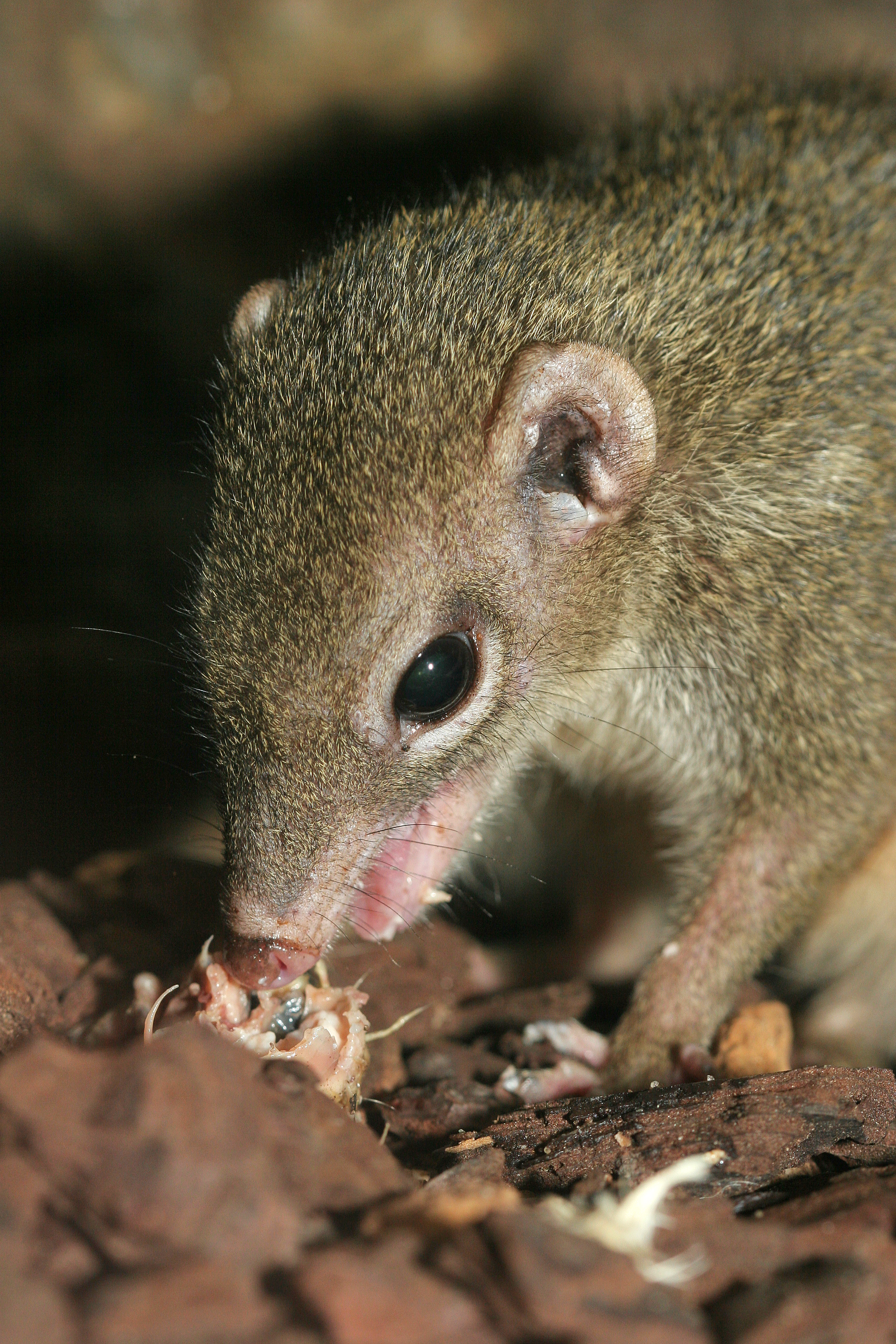
Gewöhnliches Spitzhörnchen

Im Februar 1820 veröffentlichte die Asiatick Society in Kalkutta einen von Diard und Duvaucel gemeinsam verfassten Artikel „Sur une nouvelle espèce de Sorex – Sorex Glis“ einschließlich einer Zeichnung eines Spitzhörnchens.

## Sein Vermächtnis

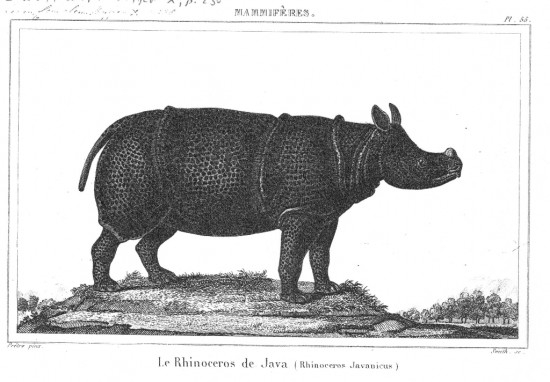
Java-Nashorn gezeichnet von René Primevère Lesson, 1838

Das Pariser Museum für Naturgeschichte erhielt nahezu 2000 Tiere, die Diard und Duvaucel während ihrer Reisen in Sumatra und Java in etwas mehr als einem Jahr gesammelt haben. Ihre Lieferungen umfassten 88 Arten von Säugetieren, 630 Arten von Vögeln, 59 Arten von Reptilien und enthielten ausgestopfte Tiere, Felle, Skelette, Zeichnungen und Beschreibungen von Sumatra-Nashorn, Java-Nashorn, Schabrackentapir, Gibbons, Schlank- und Stummelaffen, zwei bis dahin unbekannte Arten von Flughunden, Spitzhörnchen, Skunks, Binturong und Malaienbär. Erstbeschreibungen von einigen dieser Arten wurden von französischen Zoologen veröffentlicht, die im Museum arbeiteten. Anselme Gaëtan Desmarest beschrieb den Schabrackentapir im Jahr 1819; den Sunda-Stinkdachs und Paradoxurus hermaphroditus bondar, eine Unterart des Fleckenmusang im Jahr 1820; das Malaiische Schuppentier, das Nacktfußwiesel und die Art Semnopithecus im Jahr 1822.
Im Jahr 1821 veröffentlichte Raffles Beschreibungen der Arten, die Diard und Duvaucel gemeinsam in Sumatra sammelten, einschließlich Erstbeschreibungen von Malaienbär, Binturong, Krabbenesser, Sumatra-Langur, Siamang, Silbernem Haubenlangur, Großer Bambus-Ratte, Großem Spitzhörnchen und Blassem Riesenhörnchen.
In Borneo sammelte Diard das erste Exemplar eines Süßwasser-Krokodils, das Salomon Müller und Hermann Schlegel 1844 als Crocodylus raninus beschrieben. Schlegel beschrieb auch einige von Diard in Borneo gesammelte Schlangenarten.

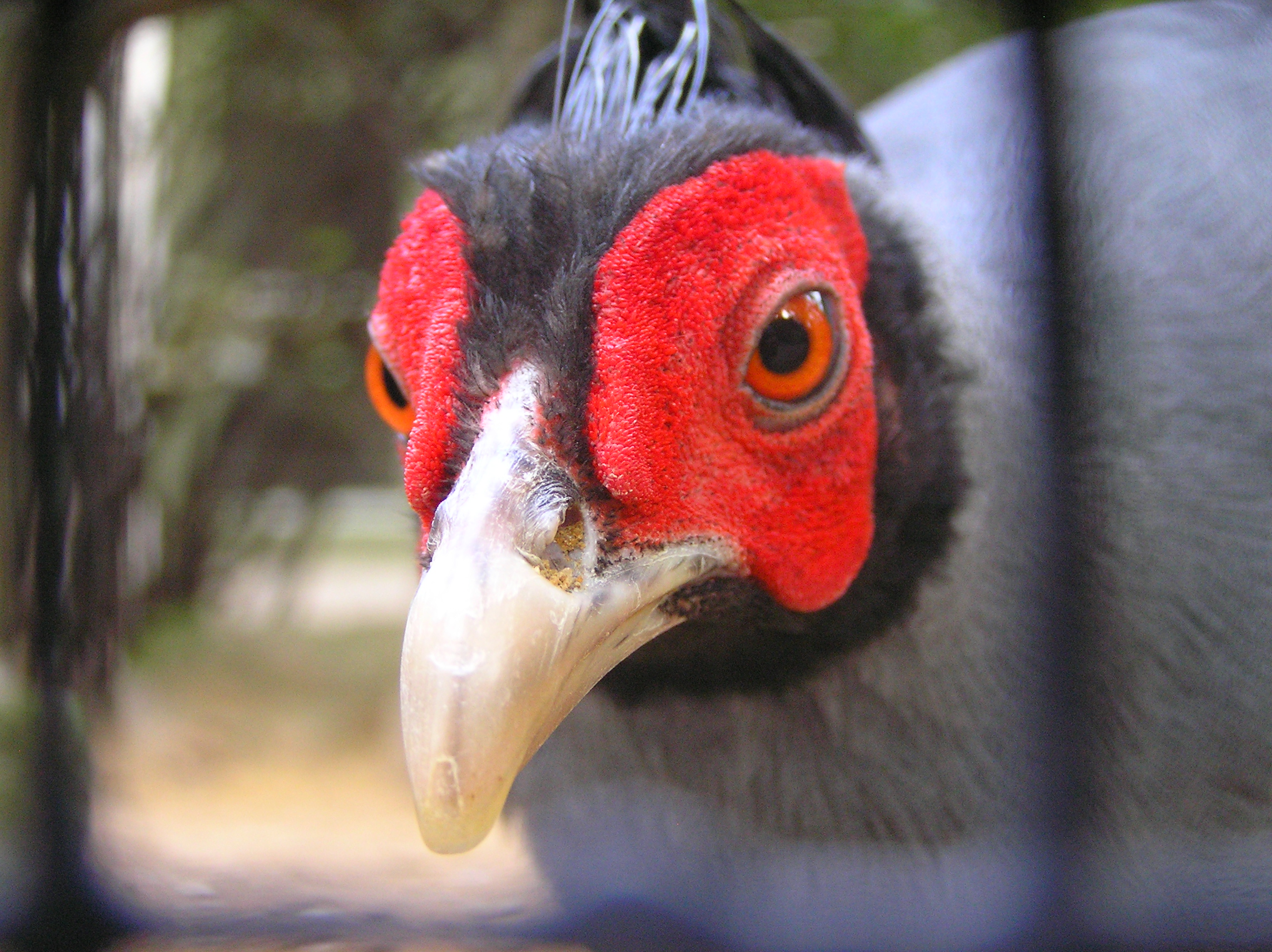
Prälatfasan

## Dedikationsnamen
In Gedenken an Diard wurden wissenschaftliche Namen einiger Arten vergeben:
- der Sunda-Nebelparder Neofelis diardi – 1823 von Georges Cuvier beschrieben;
- der Kurznasen-Flughund Pachysoma diardii – 1828 von Étienne Geoffroy Saint-Hilaire beschrieben ist synonym mit der Unterart Cynopterus titthaecheilus titthaecheilus;[9]
- die Zikade Carineta diardi – 1829 von Félix Édouard Guérin-Méneville beschrieben;
- Diards Kuckuck Phaenicophaeus diardi – 1830 von René Primevère Lesson beschrieben;
- Diards Trogon Harpactes diardii – 1832 von Coenraad Jacob Temminck beschrieben;
- der Käfer Coilodera diardi syn. Macronota diardi – 1833 von Hippolyte Louis Gory und Achille Rémy Percheron beschrieben;
- die Spinne Hyllus diardi – 1837 von Charles Athanase Walckenaer beschrieben;
- Diards Blindschlange (Typhlops diardii) – 1839 von Hermann Schlegel beschrieben;
- der Prälatfasan Lophura diardi – 1856 von Charles Lucien Bonaparte beschrieben;
- das Schönhörnchen Callosciurus diardii – 1879 von Fredericus Anna Jentink beschrieben ist eine Unterart von Callosciurus notatus;[10]
- die Ratte Rattus diardii – 1880 von Jentink beschrieben ist synonym mit Rattus tanezumi;[11]
- der Strahlenflosser Sewellia diardi – 1998 von Tyson R. Roberts beschrieben.[12]